# Dănciulești

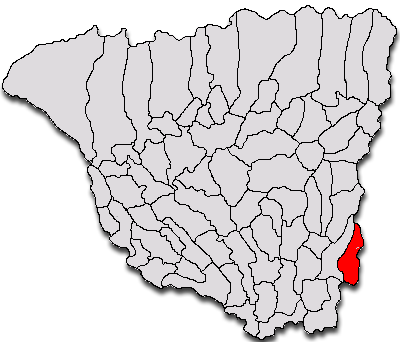
Localização de Dănciuleşti na Romênia

Dănciuleşti é uma comuna romena localizada no distrito de Gorj, na região de Oltênia. A comuna possui uma área de 59.96 km² e sua população era de 2735 habitantes segundo o censo de 2007.